# 圣若瑟堂 (加的斯)

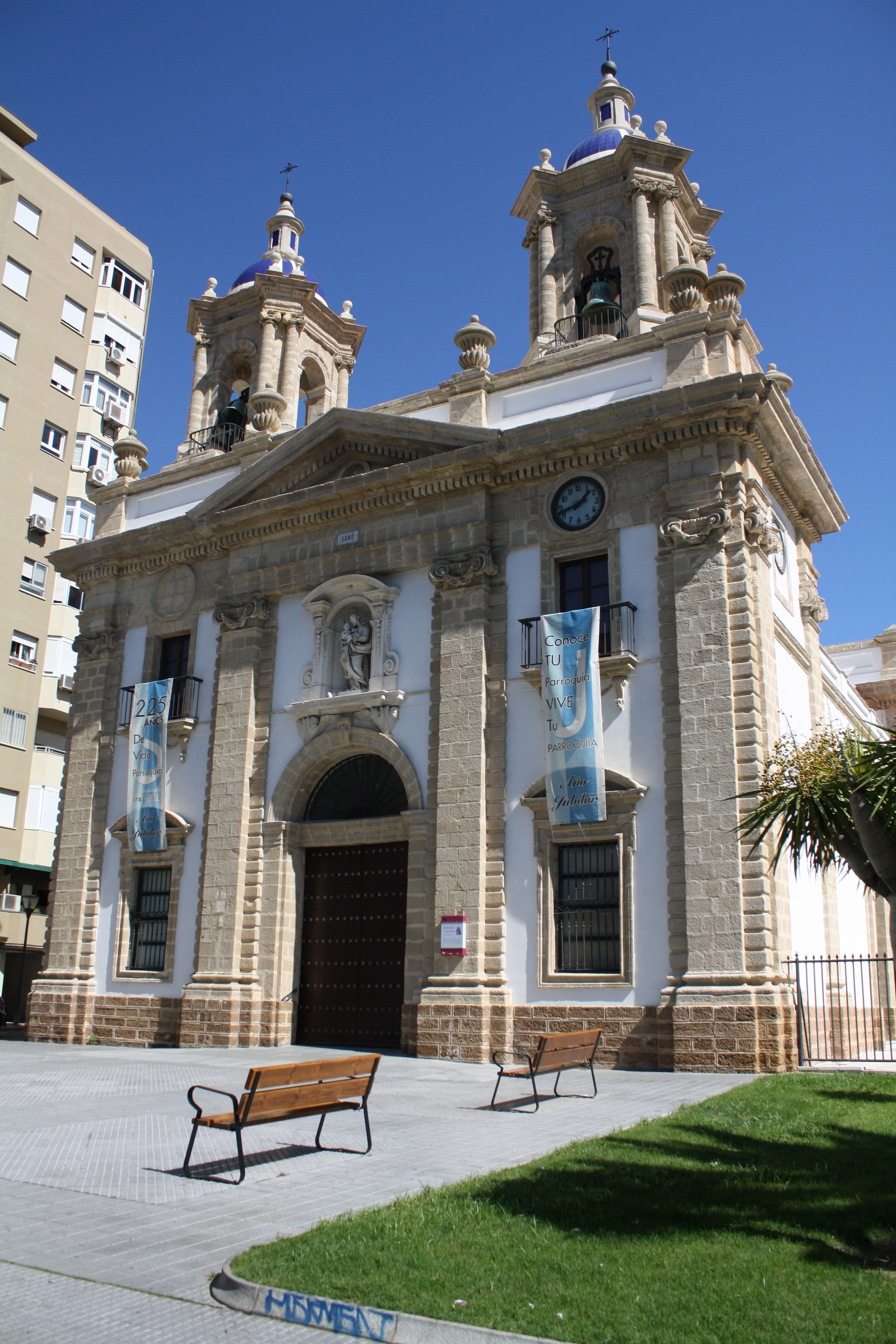

圣若瑟堂（西班牙語：Iglesia de San José）是一座罗马天主教教堂，新古典主义建筑，位于西班牙加的斯的加的斯大道（Avenida de Cádiz），靠近何塞·德·圣马丁纪念碑。
该堂建于18世纪末的1787年。由建筑师托卡托·卡约（Torcuato Cayón）和托卡托·本朱梅达（Torcuato Benjumeda）设计。
堂内有三个中殿，顶部是两个方形塔楼，两侧是爱奥尼亚柱。圆顶是用蓝色陶瓷制成。1979年公布为西班牙文化财产。
附近有一个古老的天主教墓地，是同一时期由同一位建筑师设计的， 是未来圣何塞社区（barrio de San José）的雏形。

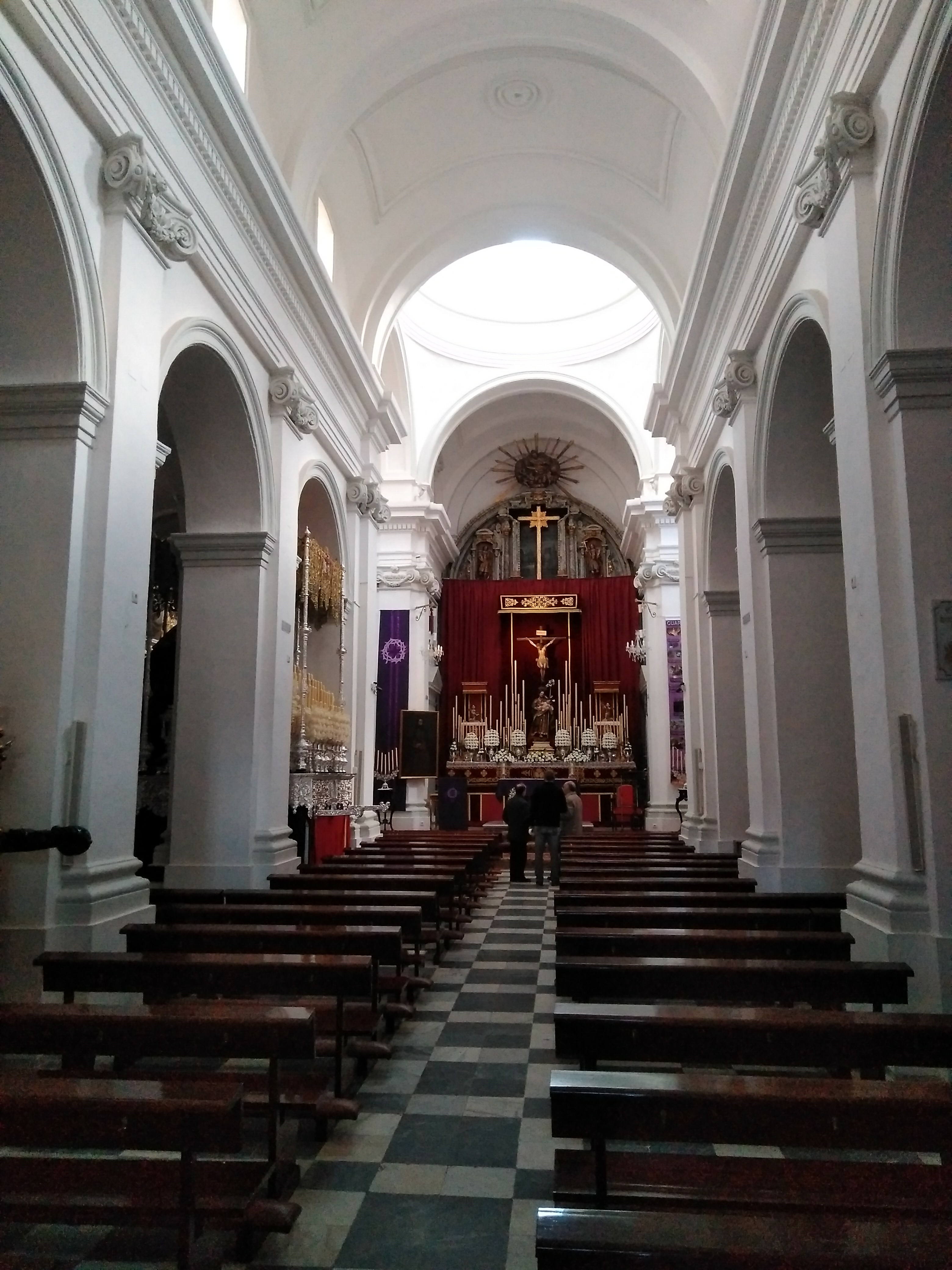

36°30′49″N 6°16′51″W / 36.51361°N 6.28083°W